# Рип де Мад
Рип де Мад (фр. Rupt de Mad) је река у Француској. Дуга је 55 km. Улива се у Мозел. 